# Claes Elfsberg
Claes-Gösta Elfsberg (nacido el 26 de noviembre de 1948) es un periodista de televisión sueco.

## Vida
Elfsberg creció en el distrito de Svedmyra en el sur de Estocolmo. Recibió su educación secundaria en Norra Real en Estocolmo y, a continuación, estudió en la Facultad de Periodismo, Medios de comunicación y Comunicación (JMK) en la Universidad de Estocolmo, desde donde dejó los estudios para trabajar como aprendiz en el diario de noticias del programa de Rapport en Sveriges Television (SVT) en 1971.

## Carrera profesional
Presentó el programa por primera vez en 1975, y luego trabajó como presentador de noticias durante más de treinta años, ganando el apodo de "Mr. Rapport". Finalmente abandonó el programa en 2003 para alojar el programa de entrevistas 24 minuter en el canal SVT24. También ha presentado el programa de la SVT Dokument utifrån. Desde enero de 2005 a diciembre de 2007, Elfsberg trabajado como el "defensor de los espectadores" (en sueco: tittarombudsman) en la SVT. En enero de 2008 se anunció que Elfsberg llevaría el programa de noticias  Play Rapport en vídeo bajo demanda de servicios SVT Jugar. Elfsberg presentó el programa de noticias Aktuellt entre marzo de 2012 y el 30 de noviembre de 2015, y desde el 15 de enero de 2016, ha sido el presentador del programa Gomorron Sverige.